# Vavřinec Novotný
D. Vavřinec Novotný, O.Praem. (16. června 1873 Milíkov, Černá – 27. ledna 1943 Rajsko u Osvětimi) byl český (resp. moravský) římskokatolický duchovní, premonstrát a převor v Nové Říši, který se stal obětí nacistického pronásledování církve. Od roku 2013 probíhá jeho beatifikační proces ve skupině novoříšských premonstrátů, umučených za druhé světové války.

## Život
Při vstupu do noviciátu v kanonii premonstrátů v Nové Říši přijal řeholní jméno Vavřinec. Po teologických studiích přijal kněžské svěcení a později jej opat Pavel Jan Souček ustanovil převorem novoříšského kláštera. Novotný předtím zasáhl do opatské volby, ve které se rozhodovalo mezi Pavlem Janem Součkem a Josefem Kunkou. Obrátil se na premonstrátského generálního opata dopisem, ve kterém sdělil o Kunkovi, že tento nepřijal řeholní reformy, které musel kandidát na opata přijmout, aby byl pro vedení řádu akceptovatelný. V Nové Říši tehdy plně reformu přijal pouze Souček s Novotným (ostatní ji pouze "vzali na vědomí"), proto je pochopitelné, že právě oni dva do budoucna klášter vedli.
Dne 29. května 1942 byl klášter přepaden gestapem a jeho osazenstvo včetně opata a převora bylo odvezeno do brněnských Kounicových kolejí. Odtud byli převezeni 16. ledna 1943 do Auschwitzu. Jako starý a práce neschopný byl Vavřinec Novotný určen k likvidaci a byl převezen do osvětimské pobočky v Rajsku. Spolu s ním jel jeho spolubratr Siard Nevrkla, který se o něj chtěl starat. Převor Novotný v Rajsku zemřel 27. ledna 1943. Necelý měsíc po něm tamtéž i jeho spolubratr Siard.